# 长横对江渡
长横对江渡，又称长兴—横沙车客渡，是一条往来于上海市崇明区长兴镇和上海市崇明区横沙乡的一条轮渡航线，位于长兴岛和横沙岛之间，於2009年开通，由崇明区属国有企业上海市客运轮船有限公司运营，现已納入上海市公共交通体系。长横对江渡和同由横沙码头始发的横沙至吴淞高速船航线是横沙岛仅有的对外交通方式，公交横长线、申崇七线也是通过长横航线摆渡进出岛。

## 历史
1966年横沙岛建成横沙富民客运轮渡码头后，开通横沙至吴淞航线。2009年，上海长江隧桥建成后，长兴岛可经由隧桥前往市区，同步开通长兴至横沙航线。由于价格原因，此后横沙岛大部分进出交通均转移至长兴至横沙航线，横沙至吴淞航线的客流减少至近乎闲置。2022年12月15日，使用超级电容动力的“新生态”轮投入长横轮渡运营，成为“世界首艘超级电容动力车客渡”。

## 票价
为避免横沙岛一端发生交通拥堵，长横对江渡只在长兴岛一侧检票和收费，相当于一次性支付往返票价。长兴至横沙行人票价10元。

## 特殊性
横沙岛作为只能水路进出的海上孤岛，长横轮渡是全岛的“生命线”。

### 气象和行船条件
长兴岛和横沙岛间的长横通道，大致成南北走向，故风向为东西向时，通道内的行船条件一般优于长江口的整体情况。不同于其他轮渡依据气象局提供长江口大致风力情况行船，长横轮渡设有单独的风速仪，只要长兴岛与横沙岛间的实测风力小于七级即可开船，不受外港风速及预警信号限制。

### 危险品
横沙岛上需要的电动车电池等危险品也通过轮渡运入，2023年8月出于安全起见曾一度禁止电池上船，导致全岛交通瘫痪；当年9月起改由专船定时运输，搭载电池时轮渡不运输其他乘客和车辆。

### 医疗
横沙岛内医疗条件有限，岛内无法救治的危重病人一般通过长横航线摆渡到长兴岛后，再转至市区救治。

## 接驳交通
- 长兴岛端：
  - 长兴4路 开往长兴岛汽车站
- 横沙岛端：
  - 横沙2路 开往兴隆村
  - 横沙2路区间线 开往民东路场部
  - 横沙3路 开往新联村
  - 横沙3路区间 开往兴隆村
- 经由长横轮渡摆渡的公交线路：
  - 横长线 开往横沙岛汽车站和长兴岛汽车站
  - 申崇七线 开往横沙岛汽车站和吴淞长途汽车站